# Борсдорф
Борсдорф (нім. Borsdorf) — громада в Німеччині, розташована в землі Саксонія. Входить до складу району Лейпциг.
Площа — 15,56 км2. Населення становить 8219 ос. (станом на 31 грудня 2020).